# Lillsjön (Risinge socken, Östergötland, 650911-149759)
Lillsjön är en sjö i Finspångs tätort i Östergötland och ingår i Motala ströms huvudavrinningsområde.